# Graphium cloanthus
Graphium cloanthus is een vlinder uit de familie van de pages (Papilionidae). De wetenschappelijke naam van de soort is voor het eerst geldig gepubliceerd in 1841 door John Obadiah Westwood.